# Ертач
Ертач — река в России, протекает в Опаринском районе Кировской области. Устье реки находится в 384 км по правому берегу реки Молома. Длина реки составляет 36 км, площадь водосборного бассейна 112 км².
Исток реки на холмах Северных Увалов близ границы с Вологодской областью в 17 км к юго-западу от деревни Верхняя Паломица. Река течёт на северо-восток, затем на север; все течение проходит по ненаселённому лесному массиву. Крупнейший приток — Малый Ертач (правый). Нижнее течение лежит в черте государственного природного заказника Былина.

## Данные водного реестра
По данным государственного водного реестра России относится к Камскому бассейновому округу, водохозяйственный участок реки — Вятка от города Киров до города Котельнич, речной подбассейн реки — Вятка. Речной бассейн реки — Кама.
Код объекта в государственном водном реестре — 10010300312111100035003.